# Joseph Reinhardt
Joseph "Nin-Nin" Reinhardt (2 de marzo de 1912 - 24 de febrero de 1982) fue un guitarrista y compositor francés de jazz, miembro original de la banda de gypsy jazz Quintette du Hot Club de France, junto a su hermano mayor, el afamado guitarrista Django Reinhardt y el violinista Stéphane Grappelli. Fue miembro de esta agrupación hasta 1939, tras el estallido de la Segunda Guerra Mundial. Retornaría a la música en 1943, pero como solista. 
Desde 1943 en adelante, también hizo grabaciones que lo muestran como un estilista de jazz gitano de cierta distinción, y con su propia estilo de interpretación en la guitarra; algo distinta a la de Django. Fue uno de los primeros pioneros de la guitarra amplificada en el jazz en Francia y actuó durante años con un instrumento hecho por sí mismo.

## Biografía
Joseph nació en París, Francia, el 1 de marzo de 1912, dos años después de su famoso hermano. Cuando eran adolescentes, Joseph y Django tocaban juntos como un dúo en los patios de los cafés y en las bals musettes (salas de baile de la clase trabajadora). Joseph fue un miembro original del Quintette du Hot Club de France, que comenzó a grabar en 1934 y duró de esa forma, hasta el estallido de la Segunda Guerra Mundial en 1939. 
A partir de 1943, grabó esporádicamente bajo su propio nombre y también con el violinista Stéphane Grappelli, otro miembro de Quintette du Hot Club de France. Tras la temprana muerte de Django en 1953, Joseph guardó su guitarra por un tiempo, pero apareció para actuar en el documental corto de Paul Paviot Django Reinhardt (1957), que también contó con Stéphane Grappelli, Henri Crolla y otros antiguos socios de Django.
A finales de los años 1960, Joseph fue fotografiado actuando en el Django Reinhardt Festival de 1978, celebrado en Samois-sur-Seine, que también contó con su sobrino y el primer hijo de Django, Lousson, tocando una guitarra eléctrica Gibson archtop. Previamente en la década de 1950 y 1960, Joseph se destacó por tocar con una guitarra eléctrica ortodoxa de su propia construcción, con la que fue uno de los primeros pioneros del estilo de guitarra amplificada en Francia.
Joseph murió el 24 de febrero de 1982 a la edad de 69 años. Está enterrado en el cementerio de Samois-sur-Seine junto a Django.